# Dejene Berhanu
Dejene Berhanu (ur. 12 grudnia 1980 w Addis Alem, zm. 29 sierpnia 2010 tamże) – etiopski lekkoatleta, długodystansowiec.
Jego pierwszym startem w dużych zawodach były mistrzostwa Etiopii juniorów w biegach przełajowych zakończył na 115. miejscu. Zdobył srebrny medal w biegu na 10 000 metrów na mistrzostwach Afryki w 2000 w Algierze. Na igrzyskach afrykańskich w 2003 w Abudży zdobył na tym samym dystansie brązowy medal. Zajął szóste miejsce w Światowym Finale IAAF w 2003 w Monako w biegu na 5000 metrów. 24 listopada 2003 w Chibie reprezentacja Etiopii w składzie: Dejene Birhanu, Hailu Mekkonen, Gebre-egziabher Gebremariam, Markos Geneti, Sileshi Sihine ustanowiła nieoficjalny rekord świata w sztafecie maratońskiej – 1:55:59.
Był mistrzem Afryki wschodniej w biegu przełajowym na krótkim dystansie (2004). Na mistrzostwach świata w biegu przełajowym w 2004 w Brukseli zajął jedenaste miejsce w biegu na krótkim dystansie, a drużynowo zdobył złoty medal. Na igrzyskach olimpijskich w 2004 w Atenach zajął piąte miejsce w biegu na 5000 metrów. Był drugi na tym dystansie podczas Światowego Finału IAAF w 2004 w Monako.
Na mistrzostwach świata w biegu przełajowym w 2005 w Saint-Galmier zajął siódme miejsce w biegu na krótkim dystansie oraz szóste miejsce w biegu na długim dystansie, a drużynowo zdobył dwa złote medale. Na mistrzostwach świata w 2005 w Helsinkach zajął ósme miejsce w biegu na 5000 metrów.
Od 2006 Berhanu specjalizował się w biegu maratońskim. Na mistrzostwach świata w 2007 w Osace zajął w tej konkurencji 31. miejsce.
29 sierpnia 2010 popełnił samobójstwo.

## Rekordy życiowe
- Bieg na 5000 metrów – 12:54,15 (2004)
- Bieg na 5000 metrów (hala) – 13:11,47 (2004)
- Bieg uliczny na 5 kilometrów – 13:10 (2005) rekord Etiopii
- Bieg na 10 000 metrów – 27:12,22 (2005)
- Półmaraton – 59:37 (2004)
- Maraton – 2:08:46 (2006)